# Gabriel-Halbinsel
Die Gabriel-Halbinsel (spanisch Península Gabriel; in Argentinien Península Las Heras) ist eine Halbinsel an der Fallières-Küste des Grahamlands auf der Antarktischen Halbinsel. Sie liegt zwischen dem Neny-Fjord im Norden und der Rymill Bay im Süden. An ihrem nordwestlichen Ende befindet sich die Red Bay und an ihrer Basis der Safety Col.
Chilenische Wissenschaftler benannten sie nach Gabriel Rojas Parker, Kapitän der Angamos bei der 1. Chilenischen Antarktisexpedition (1946–1947). Namensgeber der argentinischen Benennung ist Juan Gregorio de Las Heras (1780–1866), ein General im Argentinischen Unabhängigkeitskrieg (1810–1818).